# San Pascual
San Pascual é um município da Espanha na província de Ávila, comunidade autónoma de Castela e Leão, de área 18,61 km² com população de 48 habitantes (2007) e densidade populacional de 2,64 hab/km².

## Demografia
| Variação demográfica do município entre 1991 e 2004 | Variação demográfica do município entre 1991 e 2004 | Variação demográfica do município entre 1991 e 2004 | Variação demográfica do município entre 1991 e 2004 |
| --------------------------------------------------- | --------------------------------------------------- | --------------------------------------------------- | --------------------------------------------------- |
| 1991                                                | 1996                                                | 2001                                                | 2004                                                |
| 67                                                  | 59                                                  | 45                                                  | 49                                                  |